# Vinilacetilenă
Vinilacetilena (sau butenina) este o hidrocarbură cu formula C4H4. Este un gaz incolor care a fost folosit în trecut în industria polimerilor. Are atât o legătură dublă între atomii de carbon, cât și una triplă (poate fi considerată ca fiind și alchenă și alchină).

## Sinteză
Vinilacetilena a fost obținută pentru prima dată prin eliminarea Hofmann a sării de amoniu cuaternar respectivă:
[(CH3)3NCH2CH=CHCH2N(CH3)3]I2  →  2 [(CH3)3NH]I  +  HC≡C-CH=CH2
De obicei, se prepară prin dehidrohalogenarea 1,3-dicloro-2-butenei. De asemenea, se poate obține prin dimerizarea acetilenei sau prin dehidrogenarea 1,3-butadienei.